# Standardizované skóre
Standardizované skóre (též standardní skóre) je ve statistice označení pro čísla, vzniklá lineární transformací z původně naměřených či jinak zjištěných hodnot (označovaných jako hrubé skóre) tak, aby výsledné rozložení mělo předem dané vlastnosti. Nejčastějším příkladem standardizovaného skóre je z-skóre s průměrem 0 a směrodatnou odchylkou 1.
Předpokladem pro použití standardizovaných skóre je normální rozdělení původních hodnot.

## Výpočet
Výpočet standardního skóre se řídí podle následujícího vzorce:
{\displaystyle x'=\mu '+\sigma '{\frac {(x-\mu )}{\sigma }}}
kde {\displaystyle x'} je standardizovaný skór, {\displaystyle x} původní hrubý skór (který chceme standardizovat), {\displaystyle \sigma } původní směrodatná odchylka, {\displaystyle \mu } původní průměrná hodnota, {\displaystyle \sigma '} požadovaná směrodatná odchylka standardizovaných skóre a {\displaystyle \mu '} požadovaná průměrná hodnota standardizovaných skóre.
V případě nejčastějšího z-skóre ({\displaystyle z}), které má průměr 0 a směrodatnou odchylku 1, lze vzorec zjednodušit:
{\displaystyle z={\frac {x-\mu }{\sigma }}}

## Využití a vlastnosti
Standardní skóre bývá využíváno v případě, kdy je žádoucí přehledně vyjádřit pozici jednotlivých čísel (naměřených hodnot) vůči celému souboru, nebo případně srovnat výsledky ze dvou měření na různých škálách, které mají různé průměry a rozptyly.
Podobný způsob využití je v případě dalšího matematického zpracování hodnot. Při použití hrubých skóre by hodnoty s vyšším rozptylem měly zdánlivě vyšší váhu, a více by ovlivnily výsledek. Proto se občas (například ve faktorové analýze) používají standardizované hodnoty.
To vyplývá z několika důležitých vlastností. Například z-skóre bývá využíváno pro výpočet Pearsonova korelačního koeficientu – korelace je rovna kovarianci standardizovaných skóre.

## Druhy standardních skóre
Standardních skóre je více typů s různými typickými oblastmi využití. Steny a staniny uvedené níže občas bývají konstruovány na základě percentilového rozpětí, nikoliv jako standardní skóre.
| standardní skóre | používané označení | průměr | směrodatná odchylka        | poznámka                                                                        |
| ---------------- | ------------------ | ------ | -------------------------- | ------------------------------------------------------------------------------- |
| z-skóre          | z                  | 0      | 1                          | Základní a nejčastěji používané standardizované skóre.                          |
| T-skóre          | T                  | 50     | 10                         |                                                                                 |
| steny            | -                  | 5,5    | 2                          | Odvozeno z anglického STandard tEN. Minimální možná hodnota je 1, maximální 10. |
| staniny          | -                  | 5      | 2                          | Odvozeno z anglického STAndard NINE. Minimální hodnota je 1, maximální 9.       |
| IQ skóre         | IQ                 | 100    | zpravidla 15, výjimečně 16 | Používáno v testech inteligence.                                                |